# Diskursetik
Diskursetik syftar på en moralteori som menar att den moraliskt korrekta handlingen eller principen fastställs genom diskussion där alla berörda parter deltar. Diskursetiken utvecklades av Jürgen Habermas. Det är en rekonstruktion av Immanuel Kants idé om praktiskt förnuft och bygger på en omformulering av hans kategoriska imperativ: snarare än att anse att giltiga normer är sådana vi vill göra till universell lag, måste vi låta normer underkastas diskursiv granskning av andra, innan de kan upphöjas till allmän lag. Habermas diskursetik säger alltså att de normer som kan godkännas av alla berörda, i egenskap av deltagare i praktisk diskurs, kan anses vara giltiga.